# 鳞头鳅
鳞头鳅（学名：[Lepidocephalus macrochir] 错误：{{Lang}}：文本有斜体标记（帮助））为輻鰭魚綱鯉形目鳅科鳞头鳅属的鱼类。為熱帶淡水魚，分布于印度尼西亞、馬來西亞、泰國，體長可達9公分，棲息在底層流域，生活習性不明。

## 扩展阅读
維基物種上的相關：鳞头鳅